# 二名站
二名站（日语：／ Futana eki */?）是一位於日本愛媛縣宇和島市三間町中野中、隸屬於四國旅客鐵道（JR四國）的鐵路車站。車站編號為G43。
「二名」是源自明治時代的二名村，昭和時代與其他村合併為三間町，現時仍然設有二名小學、二名郵局及二名保健所，但全部都不在本站附近，而是位於大內站。

## 車站結構
本站在開業時曾經設有木製站舍。後來被拆去，但和務田站不同，由於車站附近早已建有住宅，因此雖然舊站舍已經拆卸，但原本的位置亦然可以看到。變成一個站前小廣場。
站舍拆卸後改為簡易車站式，月台中央設有付座椅的有蓋候車亭，並且加設簡易洗手間及小儲物室。車站出入口則位於候車亭旁邊，以樓梯連接月台及路面。同線內的務田站、出目站及大內站都是把原站舍拆去，再在月台上重新建成簡易有蓋候車室。

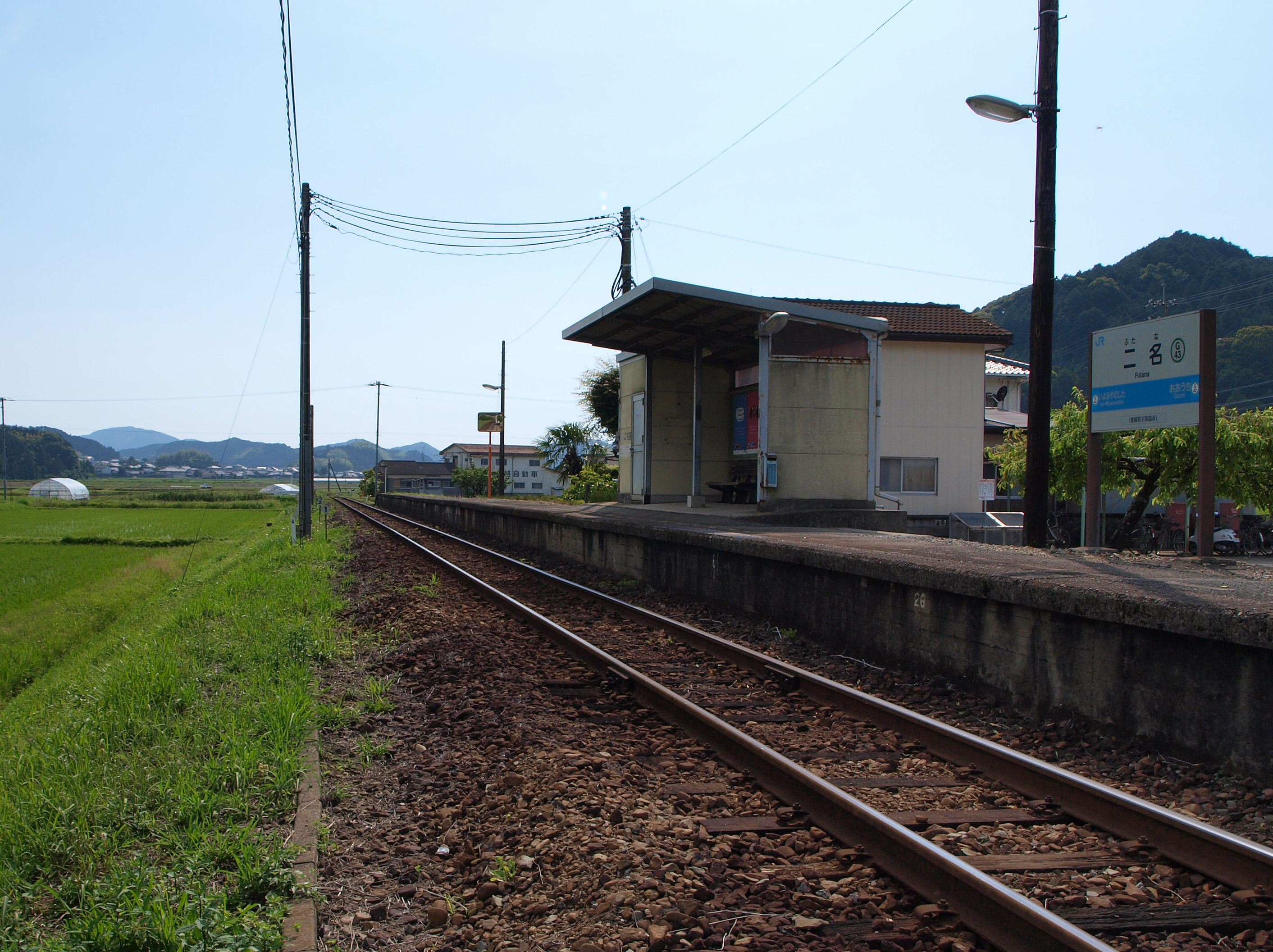
從路軌旁近攝車站月台，面向宇和島方向。

由開始至今，本站一直都只有側式月台1個，提供1線1面的月台配置，列車不能在本站交換。月台的有效長度為5卡。往宇和島方向時，列車右邊車門會打開，而往近永站方向時，則左邊車門會打開。

### 月台配置
| 路線    | 方向     | 目的地                 |
| ------- | -------- | ---------------------- |
| ■予土線 | （上行） | 近永、江川崎、窪川方向 |
| ■予土線 | （下行） | 宇和島方向             |

## 歷史
- 1914年10月18日：隨宇和島鐵道通車而開業，命名為中野站。
- 1933年8月1日：宇和島鐵道國有化，改名為二名站[4]。
- 1987年4月1日: 日本國鐵分割民營化，車站的營運由JR四國繼承。

## 使用狀況
根據國土交通省「國土數值情報」，以下為1日平均上下車人次：
| 年度 | 1日平均 乘車人次 | 1日平均 乘車人次 |
| ---- | ---------------- | ---------------- |
| 2011 | 34               |                  |
| 2012 | 36               |                  |
| 2013 | 28               |                  |
| 2014 | 26               |                  |
| 2015 | 22               |                  |
| 2016 | 32               |                  |
| 2017 | 38               |                  |
| 2018 | 36               |                  |
| 2019 | 40               |                  |
| 2020 | 42               |                  |
| 2021 | 38               |                  |
| 2022 | 38               |                  |

## 相鄰車站
四國旅客鐵道（JR四國）
■予土線
大內（G42）－二名（G43）－伊予宮野下（G44）

## 外部連結
- JR四國二名站 （页面存档备份，存于）